# 高瀬有紀子
高瀬 有紀子（たかせ ゆきこ、1969年4月5日 - ）は、東京都出身のフリーアナウンサー。血液型O型。夫はラジオNIKKEIアナウンサーの中野雷太。2児の母。

## 人物
日本女子大学出身。富山テレビ放送の契約アナウンサーを経て、スポーツキャスターとして東京MXテレビ（TOKYO MX）やグリーンチャンネルの番組に出演した。2005年に京都へ拠点を移し、2007年11月15日に中野雷太（当時、ラジオNIKKEI大阪支社に所属）と結婚した。
出産準備を進めながらレギュラー番組に出演していたが、ドクターストップにより2008年5月15日で全ての番組を降板した。同年7月3日に第一子（長男）、2011年4月12日に第二子（次男）を出産した。現在も京都在住である（一時期中野が東京本社に復帰したため東京に戻ったが、2019年に名目上大阪支社（現在の関西支社）に復帰した関係もあり、以後再び関西拠点となる）。育児のかたわら、アナウンサー希望者への個別指導などを行っている。
第一子出産以降は放送番組への出演を控えているが、2014年1月3日にラジオNIKKEIで放送した「中野アナの自由時間」では一家4人で久しぶりに出演し、家族対談を繰り広げた。

## 過去の出演番組
- FNNスーパータイムとやま（富山テレビ）
- めざましテレビ（フジテレビ）
- 東京都議会中継：司会・進行（1995年12月 - 1997年3月・1998年6月 - 2001年3月）
- 東京NEWS（TOKYO MX）：朝のアンカーパーソン（1995年11月 - 1997年3月・1997年11月 - 1998年3月）
- 東京NEWS内スポーツ番組。東京NEWS21時スポーツコーナー（TOKYO MX）
- TOKYO MX NEWS 頑張れ!FC東京コーナー（TOKYO MX）
- 中央競馬中継EAST：日曜午後担当（2005年12月まで）
- 明日のレース分析（グリーンチャンネル）：金曜司会（2007年12月まで）
- メジャーリーグ中継（スカイパーフェクTV! パーフェクトチョイス）：実況（2007年シーズンまで）
- 中央競馬実況中継（第2）（ラジオNIKKEI）：土曜・日曜午前の進行担当（2008年5月まで）
- 関西学院大学 アイデアカプセル（ラジオNIKKEI）
- 中野アナの自由時間（ラジオNIKKEI）：（2014年1月3日）